# Colònia Borgonyà
La Colònia Borgonyà (o simplement Borgonyà) és una entitat de població de 364 habitants (2023), i antiga colònia tèxtil de Sant Vicenç de Torelló (Osona), declarada bé cultural d'interès nacional. És una de les més grans i emblemàtiques del Ter, amb una marcada singularitat pel que fa a l'urbanisme, la vida social de la colònia i oferta de serveis als treballadors durant els anys que va estar activa. Popularment era coneguda com la «colònia dels Anglesos», malgrat l'origen escocès dels fundadors, els Coats, els quals es van associar posteriorment amb els catalans Fabra, conformant així la coneguda Fabra i Coats, fabricants de fil de cosir.

## Història
Fou la segona colònia que es va establir a Sant Vicenç de Torelló, després de la de Vila-seca. El 1893, la companyia Nuevas Hilaturas del Ter, propietat de J&P Coats Ltd, va comprar un salt d'aigua als fabricants manlleuencs Almeda i Sindreu, els propietaris de Vila-seca. Els Coats eren uns dels grans fabricants de fil de cosir a Europa i buscaven un acostament de la producció als mercats de consum que evités els aranzels proteccionistes que imposava Espanya a finals del segle xix. El salt estava situat en una zona on hi havia el mas Borgonyà i un petit santuari marià dedicat a la Mare de Déu de finals del segle xiii, de manera que la colònia va acabar essent coneguda amb el nom de l'indret, com també passà amb la colònia La Mambla. L'origen del nom és desconegut, i tant podria ser personal com topogràfic, ja que el trobem en altres indrets, com al Pla de l'Estany i a la Cerdanya.
Es va construir una fàbrica al costat del riu Ter, que s'inaugurà dos anys més tard, i de forma complementària, es van començar a construir les cases del personal obrer i dels directius, a més d'una nova església sota la mateixa advocació que l'anterior, la Mare de Déu de Borgonyà. L'origen escocès dels seus fundadors va conferir un caràcter britànic al conjunt urbanístic, que es va mantenir després de la fusió amb els Fabra, ja sigui en la tipologia dels edificis típicament britànica (cases unifamiliars i de planta baixa), els espais enjardinats a tot l'entorn i, més endavant, la construcció d'un camp de futbol, pioner a l'època.  L'activitat productiva va començar l'any 1895, amb personal escocès que formava els treballadors locals. Aviat es van obrir a la part residencial de la colònia establiments com una fonda, la fleca, la carnisseria, la barberia i el centre recreatiu, on, després de les llargues jornades laborals, els treballadors podien passar les estones de lleure. L'any 1897 ja hi havia uns 500 treballadors.
El daltabaix econòmic i polític de 1898, amb la pèrdua dels darrers mercats d'Ultramar, va obligar a un replantejament de la política expansionista de l'empresa a la Península. Així, el 1903 els Coats es van associar amb els cotoners catalans Fabra i Portabella, que tenien fàbriques a Barcelona, Sant Martí de Provençals i Manresa, i es va constituir la societat anònima Hilaturas de Fabra y Coats. La nova empresa va dur a terme una reordenació de la producció a cadascuna de les factories: a Sant Martí mantingué els filats de lli i cotó i els teixits per a xarxes de pesca; a Borgonyà concentraren la filatura i els torçats de cotó però eliminaren els processos d'acabats, i a la fàbrica de Sant Andreu de Palomar, a més de filats i retorts, hi portaren els processos de blanqueig, tint i acabats del fil de cosir.
L'adquisició de la Hilandería Planas de Ripoll va comportar que durant la dècada de 1920 la colònia visqués una primera fase d'expansió important, amb la construcció de noves naus, maquinària i serveis, així com els carrers del Ter, Catalunya i Fabra. A la part residencial s'hi va habilitar el Casino, gestionat per una societat amb uns estatuts propis. Entre els serveis, cal destacar l'existència de la casa-cuna, on els obrers podien deixar els seus fills fins que s'acabés la jornada laboral. També es va obtenir el permís del bisbat per construir-hi un cementiri propi, que fins aleshores estava situat al poble de Sant Vicenç.
La Guerra Civil no va causar grans estralls a la colònia, tot i que, com a fet destacable, el bàndol republicà va dinamitar el pont de Borgonyà, que va ser reconstruït uns anys més tard.
Després del conflicte, la colònia va quedar petita en proporció al nombre de treballadors, per la qual cosa es decidí construir els blocs del carrer de Barcelona i més endavant els de Girona. Durant la dècada de 1960 s'amplià la part industrial amb la construcció de noves naus.
La crisi del sector tèxtil va esclatar l'any 1973 i la vida de la colònia va començar un període de declivi important. Es van despatxar treballadors i es van retallar les despeses dels serveis socials i culturals. L'any 1976 es va començar el lent traspàs de competències, amb què es va permetre que els treballadors adquirissin els habitatges, i els serveis públics van passar a mans de l'Ajuntament de Sant Vicenç de Torelló. El proteccionisme a què estaven sotmesos els treballadors va transformar-se en desemparament, ja que de cop es trobaven sense servei de casa-cuna, de servei mèdic, etc. La fàbrica va tancar definitivament les portes l'any 1999. Des d'aleshores, la part industrial és ocupada per empreses de diversos sectors i la part residencial ha esdevingut un poble amb personalitat pròpia.

## Descripció

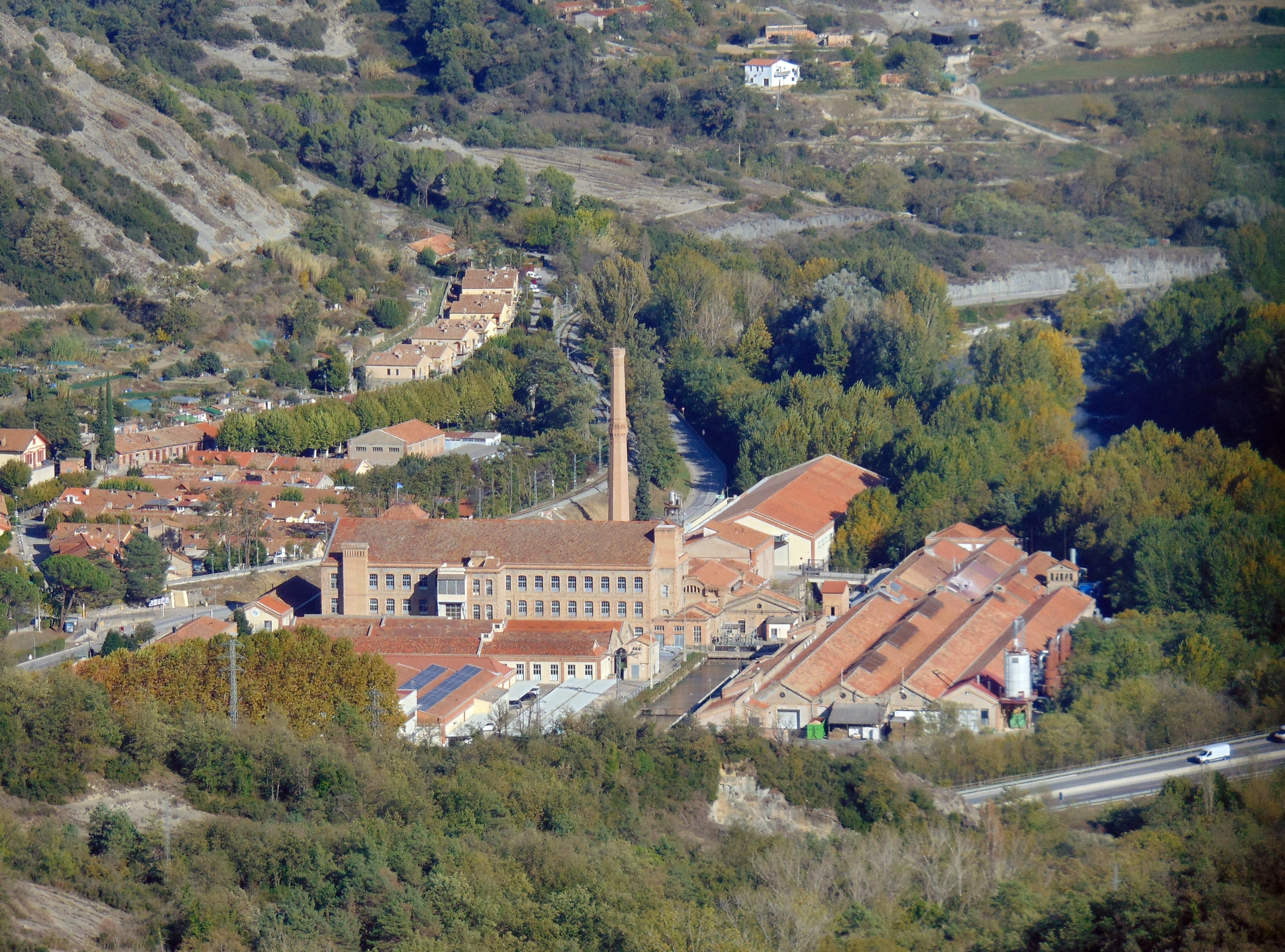
Borgonyà des del Castell d'Orís

Es troba a la carretera de Barcelona a Puigcerdà, que amb la colònia Vila-seca i Torelló, en una gran recolzada del riu Ter, a l'extrem de ponent del terme.  És un petit poble obrer que s'edificà conjuntament amb la fàbrica i està presidit per la capella neogòtica edificada sobre l'antic santuari marià dedicat a la Mare de Déu de Borgonyà, sufragània de la parroquial.
L'orografia de l'indret ja convida al recolliment. D'una banda, la fàbrica està separada del poble per la línia del tren Barcelona-Ripoll; de l'altra, l'elevació del terreny fa d'escull natural pel darrere i el riu tanca la colònia per ponent. Dins d'aquest món tancat es va desenvolupar un poblament ordenat a partir d'una acurada distribució de serveis i habitatges, amb un singular enjardinament que remet a un estil britànic.
La distribució de l'espai urbanitzat denota un marcat caràcter classista, com és habitual en moltes colònies desenvolupades: A la part baixa hi ha els habitatges dels obrers (carrers d'Escòcia, Paisley, Coats, Fabra i Borgonya); més amunt, els habitatges per al personal tècnic (carrer de Catalunya); a la mateixa alçada l'església dominant el conjunt, amb els edificis de la primera escola, la casa del capellà i la de l'ermità, i finalment, a l'altra banda del ferrocarril i en un espai més enlairat, els xalets dels directius i el carrer Canal, ocupat pels majordoms i encarregats de la fàbrica. L'evolució de la colònia i la necessitat de construir més habitatges va trencar aquesta estructura amb els nous carrers Barcelona i Girona i l'edificació de blocs de pisos.
La fàbrica és un immens complex compost per sis construccions, cinc de les quals estan disposades paral·lelament entre si i perpendiculars a la carretera, i la sisena en disposició perpendicular a les altres cinc. Entre les cinc primeres hi ha la fàbrica antiga, amb la central, l'edifici de manyeria i recanvi i les calderes, amb la xemeneia. La majoria de les naus segueixen el model britànic de colònia fabril, amb naus allargades i de poca altura. Els edificis més antics, i que pertanyen a la fàbrica originària, són de pedra vista amb finestres d'arc rebaixat de rajol vist. Hi ha una xemeneia de base octogonal, de 46 m d'altura, també construïda amb rajol i amb un engruiximent a la part central que correspon al coronament de la primera xemeneia, més baixa.